# La Rochénard
La Rochénard település Franciaországban, Deux-Sèvres megyében. Lakosainak száma 526 fő (2022. január 1.). La Rochénard Épannes, La Foye-Monjault, Mauzé-sur-le-Mignon, Prin-Deyrançon, Vallans és Val-du-Mignon községekkel határos.

## Népesség
A település népességének változása:
| Lakosok száma | 589  | 580  | 587  | 583  | 568  | 553  | 538  | 531  | 526  |
|               | 2013 | 2015 | 2016 | 2017 | 2018 | 2019 | 2020 | 2021 | 2022 |